# Россанда, Россана
Россана Россанда (итал. Rossana Rossanda; 23 апреля 1924, Пула — 20 сентября 2020, Рим) — итальянский левый политик, журналист, феминист.

## Биография
Россанда родилась в Пуле, на тот момент в составе Италии. Училась в Милане, была учеником философа Антонио Банфи. В очень юном возрасте она приняла участие в Движении Сопротивления и после окончания Второй мировой войны вступила в Итальянскую компартию (ИКП). Вскоре секретарь Пальмиро Тольятти поручил ей культурную работу. В 1963 году она была избрана в Палату депутатов.
В 1968 году она была в Париже во время событий «Красного мая», резко осудила подавление войсками СССР и ОВД «Пражской весны» в Чехословакии и опубликовала эссе L’anno degli studenti («Год студентов»), в котором объявила о поддержке движения молодёжи. Россана принадлежала к меньшинству в ИКП, выступавшему против КПСС как ревизионистской партии. Вместе с Луиджи Пинтором, Валентино Парлато и Лучо Магри она основала газету Il Manifesto. Это вызвало её исключение из ИКП после её XII национального съезда в Болонье.
На выборах 1972 года группа Il Manifesto получила 0,8 процентов голосов. Затем она объединилась с Партией пролетарского единства, образовав Партию пролетарского единства за коммунизм. В дальнейшем Россанда отвергла партийную политику, но продолжала руководить газетой. Она стремилась к единству действий «новых левых», ППЕК и ИКП, добившись объединения двух последних партий в 1984 году.
Россанла скончалась 20 сентября 2020 г. в возрасте 96 лет.

## Работы
- L’anno degli studenti (1968)
- Über die Dialektik von Kontinuität und Bruch (1975)
- Le altre. Conversazioni sulle parole della politica (1979)
- «A Splendid Life». Telos 44 (Summer 1980)
- Un viaggio inutile (1981)
- Appuntamenti di fine secolo (1995)
- La vita breve (Pratiche, 1996)
- Note a margine (1996)
- La ragazza del secolo scorso (2005).